# Władysław Zarzycki
Władysław Zarzycki ps. „Rojan”, „Radek” (ur. 6 stycznia 1897 w Pieczyskach k. Grójca, zm. 1 lutego 1971 w Warszawie) – podpułkownik Wojska Polskiego, komendant Garnizonu Wilno Armii Krajowej, więzień sowieckich łagrów.

## Życiorys
Syn Piotra i Marcjanny zd. Gross. Absolwent Studium Nauczycielskiego im. Stanisława Konarskiego w Warszawie i Szkoły Podoficerskiej Polskiej Organizacji Wojskowej. Od 1918 r. w służbie czynnej w Wojsku Polskim, dowódca plutonu, a następnie kompanii, w wojnie polsko-bolszewickiej w latach 1919–1920. Awansowany do stopnia porucznika, a następnie kapitana, służył w 6 Pułk Piechoty Legionów w Wilnie. W 1931 r. przeniesiony na stanowisko wykładowcy w Szkole Podchorążych Piechoty w Ostrowi Mazowieckiej. W 1936 awansowany do stopnia majora objął dowództwo batalionu w 6 Pułku. Z jednostką tą walczył w kampanii wrześniowej 1939 r. Ranny, przebywał w szpitalu, z którego został zwolniony. Przedostał się do Wilna, gdzie wstąpił do Związku Walki Zbrojnej, przekształconego w Armię Krajową. Od 1943 r. był komendantem dzielnicy C, a następnie B, w Wilnie. W lipcu 1944 r. na czele swoich struktur wziął udział w operacji wileńskiej. Po wkroczeniu Sowietów pozostał w konspiracji. 11 listopada tegoż roku awansowany do stopnia podpułkownika. 21 grudnia aresztowany przez NKWD. 18 sierpnia 1945 r. skazany przez Trybunał Wojsk NKWD na 15 lat robót katorżniczych i 5 lat utraty praw obywatelskich. Od 25 października więziony w łagrze w Workucie, gdzie wykonywał prace niewolnicze. 6 stycznia 1949 r. jako niepoprawny więzień przeniesiony do specjalnego obozu Rieczłag, gdzie dalej musiał wykonywać prace niewolnicze. 29 czerwca 1955 r. zwolniony z Rieczłagu i zesłany do Republiki Komi. 15 grudnia tegoż roku repatriowany do Polski. Zamieszkał w Grójcu, po ciężkiej chorobie zmarł w szpitalu w Warszawie. Pochowany w Grójcu.

## Odznaczenia
- Order Virtuti Militari V klasy
- Krzyż Niepodległości
- Krzyż Walecznych (czterokrotnie)
- Medal Pamiątkowy za Wojnę 1918–1921
- Medal Wojska[1]